# Dynamite (canção de Christina Aguilera)
"Dynamite" é uma canção da cantora norte-americana Christina Aguilera. A canção foi escrita por Christina Aguilera e Linda Perry, enquanto que a produção ficou a cargo desta última para o álbum de grandes êxitos de Aguilera Keeps Gettin' Better: A Decade of Hits. A canção recebeu opiniões favoráveis dos críticos de música que elogiaram a sonoridade da canção. Comercialmente, a canção chegou ao número #12 na Indonésia #146 na Rússia e #132 na Digital Songs da Billboard.

## Informações
"Dynamite" é uma das duas músicas incluídas no álbum de grandes êxitos de Aguilera Keeps Gettin' Better: A Decade of Hits. A origem estilística de "Dynamite" é comparável à "Keeps Gettin' Better", que também foi feito no estilo electropop e tem uma sonoridade semelhante de dance-pop. A composição da canção foi feita por Aguilera e Perry, enquanto que a produção ficou a cargo de Perry.

## Divulgação
A canção foi promovida apenas em uma única promoção. Nos Estados Unidos a estreia da canção foi através da loja online iTunes Store que ocorreu em 3 de dezembro de 2008, em 14 de janeiro 2009 foi lançado o single nas estações de rádio russas. No início de 2009 o single promocional foi emitido mundialmente. Na lista das paradas de singles da Indonésia, "Dynamite" veio na décima segunda posição.
O single promocional foi usado em comerciais publicitários para divulgar a série do canal americano ABC, Desperate Housewives, em fevereiro de 2009.

## Faixas e formatos
A versão de "Dynamite" contém apenas uma faixa com duração de três minutos e nove segundos. 
| CD Single |            |         |  |
| N.º       | Título     | Duração |  |
| 1.        | "Dynamite" | 3:09    |  |

## Desempenho nas tabelas musicais

### Posições
| Tabela musical (2008/2009)       | Melhor posição |
| -------------------------------- | -------------- |
| Chile (Top 100 Airplay)          | 78             |
| Estados Unidos (Digital Songs)   | 132            |
| Indonésia (Creative Disc Top 50) | 12             |
| Rússia (Rússian Music Charts)    | 146            |